# Johann Sigismund Kripner
Johann Sigismund Kripner auch Johann Siegmund Kripner (* 10. Juni 1710 in Selb; † 7. Februar 1750 in Erlangen) war ein deutscher evangelisch-lutherischer Theologe, Orientalist und Hochschullehrer.

## Leben

### Familie
Johann Sigismund Kripner war der Sohn von Samuel Kripner (* 1665; † 3. März 1718), Magister, Pfarrer und Senior des Kapitels in Wunsiedel, und dessen Ehefrau Catharina Sidonia, die Tochter des Dekans Martin Schneider aus Neustadt an der Aisch; er hatte noch einen Bruder.
Nach dem frühen Tod seines Vaters kam er im Alter von acht Jahren zu seinem Paten, dem Diakon Johann Wilhelm Summa nach Wunsiedel.
Er blieb zeit seines Lebens unverheiratet.

### Werdegang
Johann Sigismund Kripner erhielt seinen ersten Schulunterricht durch seinen Vater und später durch seinen Paten in Wunsiedel, bevor er von 1724 bis 1728 das Lyzeum (heute Luisenburg-Gymnasium) in Wunsiedel und vom 4. Juni 1728 bis 1730 das Gymnasium (heute Gymnasium Christian-Ernestinum) in Bayreuth besuchte; in Bayreuth erhielt er unter anderem Unterricht bei Johann Adam Flessa und Johann Christian Seidel.
Er immatrikulierte sich im Wintersemester 1730/1731 zu einem Studium der Philosophie, Philologie und der Theologie an der Universität Jena und hörte dort unter anderem Vorlesungen bei Johann Peter Reusch, Johann Gottfried Tympe, Hermann Friedrich Teichmeyer, Johann Reinhard Rus und Johann Georg Walch.
1733 bestand er das Kandidatenexamen in Bayreuth; im gleichen Jahr wurde er Privatlehrer für Gymnasiasten in Bayreuth und 1742 erfolgte seine Ernennung zum Konrektor am Gymnasium.
Am 6. April 1743 wurde er zum ordentlichen Professor der Philosophie und der Orientalischen Sprachen sowie zum außerordentlichen Professor der Theologie an der Friedrichs-Akademie (Vorläufer der heutigen Friedrich-Alexander-Universität Erlangen-Nürnberg) in Bayreuth ernannt und trat am 4. Juli 1743 sein Amt an.
Nachdem er am 4. November 1743 an der Universität Erlangen zum Dr. phil. promoviert hatte, wurde er dort am gleichen Tag ordentlicher Professor der Philosophie und der Orientalischen Sprachen sowie außerordentlicher Professor der Theologie; im Wintersemester 1749/1750 wurde er zum Prorektor der Universität gewählt, verstarb aber noch während seiner Amtszeit.
Zu seinen Studenten in Erlangen gehörte unter anderem Johann Samuel Wiesner und Johann Ulrich Sponsel.

## Schriften (Auswahl)
- De veritate philologica. 1730.